# نیلس اشنایدر
نیلس اشنایدر (انگلیسی: Niels Schneider؛ زادهٔ ۱۸ ژوئن ۱۹۸۷) هنرپیشه فرانسوی-کانادایی است. از سال ۲۰۰۷ در بیش از سی فیلم ظاهر شده است. اشنایدر متولد پاریس پس از دریافت تابعیت کانادایی به کانادا نقل مکان کرد. در سن ۹ سالگی به مونترال رفت تا کار خود را با انجام کارهای صداپیشگی آغاز کند. او نقش موفقیت‌آمیز خود را در فیلم من مادرم را کشتم (۲۰۰۹) ایفا کرد و در فیلم تپش‌های قلب (۲۰۱۰) به شهرت بین‌المللی دست یافت. در سال ۲۰۱۱، او برنده جایزه تروفه شوپارد برای مکاشفه مرد سال در جشنواره فیلم کن شد. در سال ۲۰۱۷، او جایزه سزار را برای بهترین بازیگر برای بازی در فیلم الماس سیاه (۲۰۱۶) دریافت کرد. او در سال ۲۰۱۸ با نامزد آینده‌اش، ویرژینی افیرا، در سر صحنه فیلم فرانسوی کاترین کورسینی «un amour pamundur» ملاقات کرد. او در سال ۲۰۱۹ به عنوان شوالیه نشان هنر و ادبیات فرانسه انتخاب شد.
از فیلم‌هایی که وی در آن نقش داشته‌است، می‌توان از تپش‌های قلب، من مادرم را کشتم، یک عشق ناممکن، جما باوری، عشق کوانتومی و همدردی با شیطان نام برد.